# Klein Dubbeldam
Klein Dubbeldam is een buurt in de stad Dordrecht, in de Nederlandse provincie Zuid-Holland. Ofschoon het op traditioneel Dordts grondgebied ligt, wordt het tot de wijk Dubbeldam gerekend.
Klein Dubbeldam, dat in de beginjaren van de eenentwintigste eeuw gerealiseerd werd, bestaat uit een aantal relatief dure woningen ten noorden van de Provincialeweg, rondom de Vissersdijk en de Noordendijk. In deze buurt is vanouds al een buurtschap, genaamd 't Vissertje, terwijl er later wat industrie op die plek kwam. Ook werd ten noorden van dit gebied vanaf de jaren tachtig Stadspolders gerealiseerd. De open plekken die er overbleven werden pas recent opgevuld.
In dezelfde tijd dat Klein Dubbeldam werd gebouwd, realiseerde men even ten oosten daarvan ook de buurt De Hoven.
Eiland van Dordrecht

Wijken en buurten: Binnenstad (Negentiende-eeuwse Schil) ·
Noordflank (Bleyenhoek · Lijnbaan e.o.) ·
Het Reeland (Transvaalbuurt · Land van Valk · Indische buurt · Vogelbuurt · Wantijbuurt) ·
De Staart (Staart-West · Staart-Oost) ·
Oud-Krispijn (Van Gogh-buurt) ·
Nieuw-Krispijn ·
Stadspolders (Vissershoek · Oudelandshoek) ·
Wielwijk ·
Crabbehof (Zuidhoven) ·
Sterrenburg (Sterrenburg I, II, III) ·
Dubbeldam (Oud-Dubbeldam · Dubbeldam-Noord · Dubbeldam-Zuid · 't Vissertje · Klein Dubbeldam · De Hoven)

Industrie: Amstelwijck · Krabbepolder · Louterbloemen · Zeehavenlaan · Industriegebied De Staart

Buitengebied: Kop van 't Land · Tweede Tol · Wieldrecht · Willemsdorp

Verdwenen plaatsen: De Mijl · Groote of Hollandsche Waard